# کامیشفکا (استان آمور)
کامیشفکا (به لاتین: Kamyshevka) یک منطقهٔ مسکونی در روسیه است که در استان آمور واقع شده‌است.